# Gouyom
Gouyom (en persan : گويم / Guyom), est une petite ville agricole d’Iran, située au nord de Chiraz, dans la province de Fars

## Relief rupestre Sassanide
Gouyom abrite un site rupestre d’époque sassanide, parfois appelé Naqsh-e Bahram II (l'image de Bahram II), situé dans la gorge de Tang-e Qavamabad à 1,5 km à l’est de l’agglomération, actuellement dans un jardin privé. Ce site est propre à Bahram II, n'ayant jamais été sculpté avant ni après ce roi. Gravé 9 mètres à l’aplomb d’une source, le relief est attribué au roi Bahram II. Il montre le roi debout de face, main gauche reposant sur le pommeau de son épée fixée à la taille par un baudrier, tête tournée vers sa gauche, main droite effectuant un geste de salut ou de respect. Cette attitude rappelle celle du même souverain à Barm-e Dilak II. Le monarque porte un pantalon bouffant dont les plis restent visibles, et est coiffé de sa couronne ailée typique que surplombe un Korymbos. À l'instar d'autres reliefs sassanides situés en hauteur, la taille du torse est volontairement exagérée, afin que le spectateur en contrebas ait une impression de proportions gardées. L’absence d’autre personnage faisant face au roi, l'absence de cadre individualisé, ou la facture superficielle d'une exécution peu creusée en relief évoquent une scène d’audience inachevée, ou une scène d'investiture.